# Lautstand
Der Lautstand stellt den „Stand der lautlichen Entwicklung einer Sprache“ zu einem jeweiligen Zeitpunkt dar; er bezeichnet in einer diachronen oder diatopischen Betrachtungsweise das gesamte System von Lauten einer Sprache.
Wenn sich der Lautstand, meistens über einen längeren Zeitraum hinweg, verändert, so spricht man von Lautwandel. Oftmals unterscheiden sich Dialekte einer Sprache durch den Lautstand.